# かごしま24
『かごしま24』（番組名：かごしま にじゅうよじ）は、南日本放送 (MBC) の鹿児島県内ローカルニュース最終版の番組である。2009年3月31日未明（3月30日深夜）に放送を開始、2020年3月28日（3月27日深夜）をもって終了した。

## キャスター

### 現在
- シフト勤務（2013年4月1日 - 番組終了）

### 過去
- 竹内梢（開始 - 2011年3月25日） - 開始当時はMBCアナウンサー。2011年4月より『MBCニューズナウ』に移動し、同時にニュースキャスターとなる。
- 松木圭介（MBCアナウンサー、2011年3月28日 - 2013年3月29日）

## 概要
- それまでは全国ニュース『NEWS23』の終了後に5分間のローカルニュースMBCニュース（当直担当のアナウンサー持ち回り）が放送されていたが、2009年度のTBS系列の番組全面改訂での『NEWS23』の放送時間が短縮されたことなどから、全国ネット番組（『吉崎金門海峡』枠）が終了する午前0時（24時）から0:20まで、20分間の生放送で深夜のローカルニュースワイドを編成した。
- MBC側は、深夜にローカルニュースワイド番組を編成したことを公式サイト上で「鹿児島初」としているが、1994年に『ニュース23鹿児島』を『NEWS23』の第1部と第2部の間に編成したことがある。
- 2010年度の番組改編より、各曜日とも『NEWS23X』終了後となり、原則は24時丁度の放送開始でなくなった。放送時間は改編前の20分から5分拡大されて25分になった。2013年度の番組改編より、各曜日とも『NEWS23』終了後とは変わらないが、放送時間は改編前の25分から大幅に縮小されて12分になった。
- 特集コーナーは、放送日の数日前に放送された、月曜 - 土曜の午前中の情報番組『ズバッと!鹿児島』や平日夕方のニュースワイド『MBCニューズナウ』の焼き直し素材が使われることがほとんどであった。
- 当番組の終了後、月曜から木曜の深夜帯のローカルニュースは廃枠となったが金曜日（土曜未明）のみ0時15分からの『MBCニュース』（5分枠）として2020年9月末まで放送された。

## 放送時間
2013年度に入って放送時間が12分に縮小した。2010年度 - 2012年度の間は放送時間が25分であった。2010年3月26日までは特例を除き、全曜日0時開始で20分間の放送であった。
- 特番が編成される日や放送が延長される場合には、それに準じて繰り下げ。ただし、深夜帯にスポーツ中継やスポーツ関係の特番などが入る場合には変則的に放送休止となる。
- 開始時間が0時以降の場合は、翌日未明に放送となる。

| 期間      | 期間      | 月 - 木曜版            | 金曜版              |
| --------- | --------- | ---------------------- | ------------------- |
| 2009.3.30 | 2010.3.26 | 0:00 - 0:20（20分）    | 0:00 - 0:20（20分） |
| 2010.3.29 | 2013.3.29 | 23:45 - 翌0:10（25分） | 0:15 - 0:40（25分） |
| 2013.4.1  | 2016.3.25 | 23:53 - 翌0:05（12分） | 0:15 - 0:27（12分） |
| 2016.3.28 | 2017.3.31 | 23:55 - 翌0:10（15分） | 0:15 - 0:30（15分） |
| 2017.4.3  | 2020.3.28 | 23:56 - 翌0:10（14分） | 0:15 - 0:30（15分） |

## オープニングテーマ
- 2013年3月29日まで、JABBERLOOPのアルバム『CHECK THIS OUT!!』より「With all my love,」のサビの部分が使われていた。

## コーナー
一部は当日の『MBCニューズナウ』で放送されたVTRを再利用している。
- 1日の鹿児島県内のニュースのまとめ（ヘッドライン・レポート） - 2010年4月より不定期でローカルスポーツコーナーも加わった。
- 天気予報・桜島上空の風向き（2010年4月1日に追加）・新燃岳上空の風向き（2011年2月に追加）

### 以前のコーナー（2013年3月29日まで）
一部は『ズバッと!鹿児島』で放送されたVTRを再利用していた。
- 特集、またはインタビュー
- 視聴者からのメール紹介
- 週末コンシェル（金曜日のみ）[2]
- 他に不定期でゲスト（地元在住、出身者、キャンペーン中のタレントなど）の生出演があった。

## MBCの他の報道番組との違い（2013年3月29日まで）
- 出演者が名乗っていた。
- 出演者の全身または上半身を映し出すことが多く、他のニュース番組のようなバストアップショットがほぼ皆無であった。
- 生放送とリンクして視聴者からのメールがオンタイムで紹介されていた。
- 出演者の衣装は報道番組にありがちなスーツルックでなくカラフルでバラエティーに富んでいた。
- 比較的高い頻度でゲスト出演があった。
- 報道センター内のスタジオから生放送しているが、全編にわたってスタジオセットを用いず、お天気カメラのLIVE映像アップ（鹿児島市道パース通り付近などのMBC放送会館周辺の夜景）にクロマキーで合成する方法が2011年3月25日までは取られていたほか、同日まで出演者が起立した状態で進行していた（他番組では着席している）。
  - 2011年4月からクロマキーの使用はエンディングなどのみに限定された。2013年度からはセット・クロマキーのセットは撤廃され、『MBCニュース』と同じセットとなった。

## 番組の宣伝・告知について（2013年3月29日まで）
南日本放送公式サイト上でのバナー広告による番組案内ページへの誘導と、月曜日 - 金曜日については毎晩22時20分のMBCラジオニュース（月曜日 - 金曜日）で担当の松木が番宣ならびその日のヘッドラインの紹介などをその都度自ら行っていた。
なお、2010年6月から2011年3月25日まで、TBSテレビ『NEWS23X』のセット内で膳場貴子・松原耕二両キャスターとの共演した番宣スポットがMBCテレビのゴールデンタイム枠を中心で定期的に流されていた。